# ロアン・リンユィ 阮玲玉
『ロアン・リンユィ 阮玲玉』（ - げんれいぎょく、原題：阮玲玉、英題：Centre Stage、またはThe Actress）は、1991年の香港映画。
日本における2023年の4Kリマスター版公開時には『ロアン・リンユイ 阮玲玉』と「イ」を大文字にした邦題となっており、またそれ以前のビデオ・DVDソフトにも同様の邦題となっているものがある。

## 概要
1935年に25歳で自殺した、1930年代の大女優・阮玲玉（ロアン・リンユィ）を描いた伝記映画。マギー・チャンが阮玲玉を演じるドラマ部分、実際に阮玲玉が出演した映画の映像、当時の阮玲玉を知る人々へのインタビュー、出演者たちのディスカッションなど、重層的・多角的な視点から構成された映画である。
マギー・チャンが第42回ベルリン国際映画祭で最優秀女優賞を受賞した他、1991年台湾金馬奨、1992年シカゴ国際映画祭、1993年香港電影金像奨でも最優秀主演女優奨を受賞している。
2022年には4Kリマスター版が公開された。

## ストーリー
1929年の上海。映画『故都春夢』の主役に抜擢された映画女優・阮玲玉（ロアン・リンユィ）は、映画の大ヒットとともにスターの階段を上っていく。一方、私生活では張達民という資産家の息子と交際していたが、張が道楽者のプレイボーイであることに悩んでいた……。阮玲玉の生涯が、俳優たちが演じる通常のドラマ部分、実際の阮玲玉の出演映画の映像、生前の彼女を知る人たちへのインタビュー映像、監督や俳優たちによる阮玲玉に関するディスカッションでつづられていく。

## キャスト
- 阮玲玉（ロアン・リンユィ）：マギー・チャン

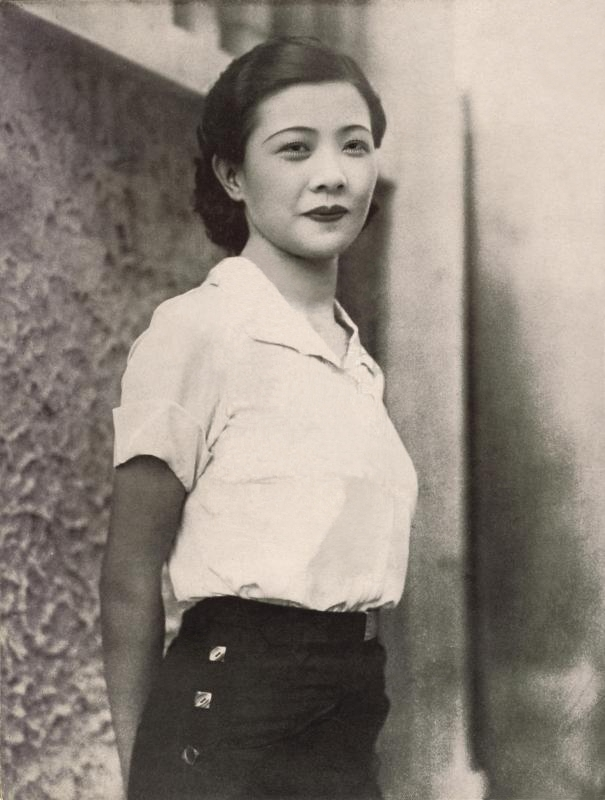
阮玲玉のポートレート
（1935年、自殺直前のものと思われる）

- 蔡楚生（ツァイ・チューション）（中国語版）：レオン・カーフェイ
- 唐季珊（タン・チサン）（中国語版）：チン・ハン
- 黎莉莉（リー・リーリー）（中国語版）：カリーナ・ラウ
- 張達民（チャン・タミン）：ローレンス・ウン
- 林楚楚（リン・チューチュー）（中国語版）：イップ・トン
- 黎民偉（リー・ミンウェイ）（中国語版）：ウェイス・リー（レイ・チーホン）
- 羅明佑（ルオ・ミンユー）（中国語版）：チャン・チョン
- 黎灼灼（リー・チュオチュオ）（中国語版）：マリーアンナ・ホン
- 阮玲玉の母：ショウ・ション
- 孫瑜（スン・ユイ）（中国語版）：スン・トンコン
- 聶耳（ニエ・アル）：フー・チョン
- ト萬蒼（プー・ワンツァン）（中国語版）：チン・シュウワー
- 呉永剛（ウー・ヨンカン）（中国語版）：シュウ・ウィンシン
- 小玉（シャオユイ）：タイ・ティアン
- 費穆（フェイ・ムー）：シャン・ユー
- 陳燕燕（チェン・イェンイェン）（中国語版）：アイ・イーワー

## スタッフ
- 監督：スタンリー・クワン
- 製作総指揮：レナード・ホー、ジャッキー・チェン
- 製作：ウィリー・チェン、ツイ・シュウミン
- 撮影：プーン・ハンセン
- 脚本：ヤウ・タイ・オンピン、ペギー・チュウ
- 美術監督：ポク・ヨークモク
- 編集：チョン・ヤンチョン、キョン・ツンタク
- 音楽：シュウ・チョン